# 魯點
魯點（1558年—1604年），字子與，號樂同，湖廣襄陽府南漳縣人，民籍，明朝政治人物。

## 生平
萬曆七年己卯科湖廣鄉試第二十七名，萬曆十一年（1583年）癸未科會試第七十三名，登三甲第一百九十五名進士。礼部觀政，次年授廣東廣州府推官，十三年充本省乡试同考官，丁憂。二十二年補潁州判官，二十三年升休宁知县，二十七年升户部主事，二十八年雲南主考，三十一年徐州管倉，三十二年卒。

## 家族
曾祖魯邦本，曾任縣丞；祖父魯繼元；父魯三省。母楊氏。